# 테레즈 데케루 (영화)
《테레즈 데케루》(프랑스어: Thérèse Desqueyroux)는 2012년 공개된 프랑스의 영화로, 1927년 프랑수아 모리아크의 동명 소설을 원작으로 한다.

## 출연

### 주연
- 오드리 토투
- 아나이스 드무스티어
- 질 를르슈

### 조연
- 캐서린 아디티
- 이자벨 사도양
- 장-클로드 칼롱
- 맥스 모렐
- 스탠리 웨버
- 알바 가이아 크라게데 벨루기
- 이브 자크
- 프란시스 페린
- 프레데릭 나이프
- 제롬 티볼트

## 기타
- 믹싱: 데미안 라제리니
- 미술: 로렌스 브렝기에
- 시각효과: 토마스 듀발
- 의상: 자클린 부샤드
- 프로덕션매니저: 브루노 버나드